# 롭 프렌드
롭 프렌드(Rob Friend, 1981년 1월 23일~)는 캐나다의 전 축구 선수이다.